# Ошибка базового процента
Ошибка базового процента (другие названия: заблуждение базового процента или игнорирование базового уровня) — это ошибка в мышлении, когда сталкиваясь с общей информацией о частоте некоторого события (базовый процент) и специфической информацией об этом событии, человек имеет склонность игнорировать первое и фокусироваться на втором.

## Примеры

### Пример 1
Полицейские имеют алкотестеры, которые в 5 % случаев показывают ошибочное опьянение в ситуации, когда водитель трезв. Однако действительно пьяного человека они всегда определяют правильно. Один из 1000 водителей за рулем пьяный. Предположим, что полицейский случайным образом останавливает машину и предлагает водителю пройти тест. Тест показывает, что водитель пьян. Также, будем считать, что более ничего о водителе неизвестно (в частности, в отношении других признаков опьянения). Какова вероятность, что водитель действительно пьян?

Большинство ответит, что примерно 95 %, однако правильная вероятность лишь около 2 %.
Для получения правильного ответа следует использовать теорему Байеса. Цель — определить вероятность того, что водитель пьян, если на это указала индикаторная трубка, которую можно выразить следующим образом:
{\displaystyle p(d|D)}
где «D» означает, что индикаторная трубка показала, что водитель пьян, «d» — что водитель действительно пьян, а «s» — что водитель на самом деле трезв. Теорема Байеса говорит, что
{\displaystyle p(d|D)={\frac {p(D|d)\,p(d)}{p(D)}}}
В первом параграфе мы получили следующие вводные данные:
{\displaystyle p(d)=0.001}
{\displaystyle p(s)=0.999}
{\displaystyle p(D|d)=1.00}
{\displaystyle p(D|s)=0.05}
где «s» — водитель на самом деле трезв.
Для вычисления по формуле теоремы Байеса требуется вероятность {\displaystyle p(D)}, которую можно получить из предыдущих значений
{\displaystyle p(D)=p(D|d)\,p(d)+p(D|s)\,p(s)}
в результате
{\displaystyle p(D)=0.05095}
Подставив эти цифры в теорему Байеса, получим
{\displaystyle p(d|D)=0.019627\cdot }

Более интуитивное объяснение:
в среднем на каждые 1000 протестированных водителей,
- 1 водитель является пьяным, и с вероятностью 100 % алкотестер покажет ему верный положительный результат теста, и это 1 верный положительный результат теста;
- 999 водителей не пьяны, и среди них 5 % получат ложный положительный результат теста, что даёт 49,95 ложных положительных результатов теста.

Общее количество положительных результатов будет равно 1 + 49,95 = 50,95. А значит вероятность верного положительного результата будет равна
{\displaystyle p(d|D)=1/50,95\approx 0.019627}.
Корректность результата, однако, зависит от верности предположения, что полицейский остановил действительно случайного водителя, а не того, что плохо вёл автомобиль. Если же остановка водителя произошла по этой или другой не произвольной причине, подсчет вероятности должен учитывать вероятность того, что пьяный водитель едет компетентно (без нарушений) и трезвый водитель едет компетентно.

### Пример 2
В городе с миллионным населением 100 террористов и 999900 мирных жителей. Для упрощения примера предполагается, что все люди в городе есть его население.
Пытаясь схватить террористов, город устанавливает систему тревоги с камерами наблюдения и программным обеспечением автоматического распознавания лиц.
Программное обеспечение имеет две возможные ошибки с вероятностью 1 % каждая:
- Отрицательная ошибка: Когда камера видит террориста, сигнал тревоги прозвучит в 99 % случаев, и промолчит в 1 % случаев.
- Положительная ошибка: Когда камера видит мирного жителя, сигнал тревоги промолчит в 99 % случаев, и прозвучит в 1 % случаев.

Теперь представьте, что сигнал тревоги прозвучал на случайного жителя. Какие шансы, что он — террорист?

Те, кто подвергаются заблуждению базового процента, скажут, что 99 %. Хотя такое предположение кажется правильным, на самом деле это около 1 %.
Заблуждение возникает вследствие смешения природы двух разных процентов ошибки. Количество случаев отсутствия звонка на 100 террористов и количество мирных жителей на 100 звонков является несвязанными количествами. Одно необязательно равно другому, и они даже не должны быть почти равны. Для иллюстрации этого, подумайте, что случится, если аналогичная система будет установлена в другом городе, где террористов нет вовсе. Как и в первом городе, тревога сработает один раз на каждые 100 жителей города, которые не являются террористами, однако тревога никогда не сработает для террориста. Таким образом, в 100 % случаев тревога звучит для не-террориста, а отрицательной ошибки просто не существует.
Представьте, что всё население города в 1 млн пройдёт перед камерой. На около 99 из 100 террористов сработает тревога, но так же она сработает для примерно 9999 из 999900 мирных жителей. В сумме тревога прозвучит для около 10098 человек, из которых лишь ~99 будут террористами. Таким образом, вероятность, что человек, для которого сработала тревога, является террористом, — 99 раз из 10098, что меньше 1 %, и намного ниже изначальной догадки в 99 %.
В этом случае заблуждение базового процента такое сильное потому, что мирных жителей гораздо больше, чем террористов.